# おふくろの子守歌
「おふくろの子守歌」（おふくろのこもりうた）は、2001年に発売された五木ひろしのシングル。

## 解説
五木と交友が深いシャ乱Qのつんく♂がプロデュースした楽曲である。
発売後、五木は熱心にこの歌を歌っていたが、2002年5月に御園座の座長公演直前のリハーサル中に五木の母が他界してしまい、五木は同曲を封印した。
その後、五木が2002年の『第53回NHK紅白歌合戦』に出場する際、同局スタッフに本曲の大トリでの歌唱を頼み込まれ、五木は本曲の歌唱を決めた。紅白当日は大合唱団による童謡『故郷』を入れるなど相当のアレンジがされた。
2002年1月13日に発売されたシングル「渚の女（ニューバージョン）」のカップリング曲として「おふくろの子守歌（ニューバージョン）」が収録されている（編曲は川村栄二）。
2014年11月26日に放送されたBS朝日系「日本の名曲 人生、歌がある」にて本楽曲を歌唱している。

## 収録
- 両楽曲共に、作詞・作曲：つんく

1. おふくろの子守歌（4分58秒）
編曲：石倉重信
2. ダブルベッド（4分30秒）
編曲：小西貴雄
3. おふくろの子守歌（オリジナルカラオケ）
4. ダブルベッド（オリジナルカラオケ）